# Ovidukt

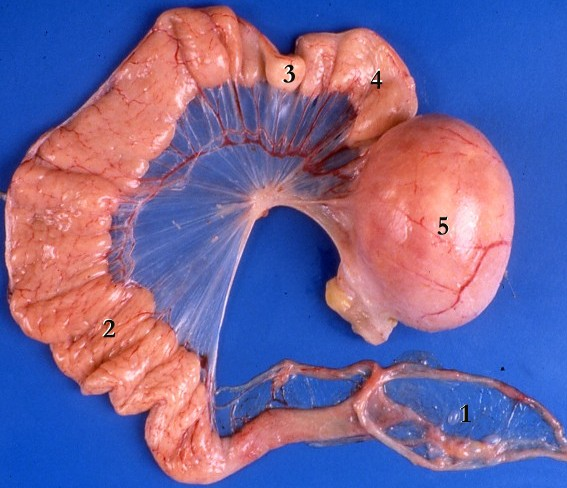
Ovidukt (Legedarm) eines Haushuhns

Der Ovidukt (lat. Oviductus) ist ein inneres weibliches Geschlechtsorgan, das dem Transport der Eier vom Eierstock nach außen dient. Bei vielen Wirbellosen beginnt der Ovidukt direkt am Eierstock, bei den meisten Ringelwürmern und unter den Wirbeltieren auch bei den Amphibien gelangen die Eier zunächst in das Coelom und von dort in den Ovidukt. Bei den Wirbeltieren entsteht der Ovidukt aus den Müller-Gängen. Bei Vögeln wird er Legedarm genannt. Bei den Säugetieren ist der Begriff Ovidukt nicht mehr üblich, veraltet wurde der Eileiter auch Ovidukt genannt. Dieser entspricht vergleichend-anatomisch aber nur einem Teil des Ovidukts, auch Gebärmutter und Vagina gehören dazu.